# Điện tử số
Điện tử số (tiếng Anh: digital electronics) là một lĩnh vực của điện tử gồm việc nghiên cứu các tín hiệu kỹ thuật số và kĩ thuật của các thiết bị sử dụng hoặc tạo ra các tín hiệu này. Điện tử tương tự và tín hiệu tương tự là lĩnh vực trái ngược với điện tử số và tín hiệu kĩ thuật số.
Số điện là số lượng điện tiêu thụ được tính bằng kW/h. Tùy thuộc vào việc sử dụng thiết bị điện mà số điện có thể có sự chênh lệch.  Hàng tháng, bạn sẽ nhận được hóa đơn tiền điện dựa trên giá điện và Nhà nước ban hành.

## 1 số điện bằng bao nhiêu kW?
Thiết bị điện trong gia đình hiện nay chủ yếu sử dụng công suất tính bằng đơn vị kW. Tuy nhiên, ít ai biết về cách tính điện năng tiêu thụ điện 1 tháng của các thiết bị điện đó là bao nhiêu và 1 số điện bằng bao nhiêu kW.
Để quy đổi, ta có: 1 kW = 1000W
Theo đó năng lượng Watt sẽ là đơn vị đo công suất trong hệ đo lường quốc tế
kW là đơn vị năng lượng bằng 1000 watt giờ. Năng lượng theo watt giờ là tích của công suất đo bằng Watt và thời gian đo bằng giờ.
kW là một trong những đơn vị phổ biến nhất và khá thông dụng. Nó giúp thanh toán năng lượng cung cấp cho người dùng bằng thiết bị điện. Để biết 1 số điện bằng bao nhiêu W hay kW, cần hiểu như sau:
Ví dụ: Nếu dùng đơn vị chuẩn cho công suất là W và đơn vị chuẩn cho thời gian là giây thì phép tính điện năng sẽ cho kết quả với rất nhiều số 0. Vì vậy dễ đọc, dễ nhớ, đơn vị phổ biến dùng để tính tiền điện (số điện) là kW (1 kW bằng 1000W) và giờ (1 giờ bằng 3600 giây).
Theo quy ước chung ta có: 1 số điện = 1Kwh = 1KW = 1000W

## Cách tính số điện như thế nào là chính xác nhất?
Với việc sử dụng công thức tính lượng điện tiêu thụ của đồ điện sẽ giúp tính lượng điện năng tiêu thu điện trong 1 tháng. Bạn có thể áp dụng công thức: W = P.t
Trong đó:
- P là công suất đồ dùng điện bạn muốn tính, nó dùng đơn vị là W
- t là thời gian thiết bị điện làm việc
- W: điện tiêu thụ của thiết bị điện trong khoảng thời gian t

Ví dụ: Với tủ lạnh sử dụng công suất 105W, điều đó có nghĩa là mỗi giờ thiết bị sẽ mất khoảng 0,105 kW điện. Vậy trong một ngày sẽ tốn: 0,015 x 18 = 1,89 kWh. Một tháng sẽ tốn: 1,89 x 30 ngày = 56 số điện.
Tiếp theo, hãy xác định thời gian sử dụng tủ lạnh của bạn. Ví dụ: t = 18 có nghĩa là tủ lạnh chạy 18/24 giờ đồng hồ. Từ đó suy ra số tiền phải trả là: 56 số điện x 1720 (1720 là ví dụ giá điện nhà nước ban hành, sẽ thay đổi vào tùy thời điểm) = 96, 320 nghìn Việt Nam đồng.
Điện tử số được biểu diễn bởi hai mức tín hiệu: mức cao (mức 1) có điện áp lớn hơn 0 Volt và mức thấp (mức 0) có điện áp nhỏ hơn hoặc bằng 0 Volt. Trong miền boolean nó có thể được biểu diễn bởi hai giá trị "true" và "false".
Các mạch điện tử số thường có cấu tạo bởi các cổng logic, biểu diễn bởi các hàm logic boolean.